# ستراشیتسه
ستراشیتسه (به چکی: Strašice) یک منطقهٔ مسکونی در جمهوری چک است که در ناحیه روکیتسانی واقع شده‌است. ستراشیتسه ۷٫۹۲ کیلومتر مربع مساحت و ۲٬۴۲۶ نفر جمعیت دارد و ۴۹۸ متر بالاتر از سطح دریا واقع شده‌است.